# بسلة سيفية الأوراق
بسلة سيفية الأوراق (الاسم العلمي:Pisum ensifolium) هي نوع من النباتات تتبع جنس البسلة من الفصيلة البقولية.